# Auguste de Gérando
Pour les articles homonymes, voir Gérando.
Auguste de Gérando (en hongrois : De Gerando Ágost), né le 4 avril 1819 à Lyon et mort le 8 décembre 1849 à Dresde, est un essayiste et historien français, disciple et ami de Jules Michelet, et auteur d'ouvrages sur la Hongrie. 

## Biographie
Issu de la bourgeoisie lyonnaise, le baron Auguste de Gérando est le fils d'Antoine de Gérando (1770–1823), directeur des contributions indirectes appartenant à une famille aristocratique d'ascendance espagnole ruinée par la Révolution française, et de Marie-Anne—Isabelle—Rose Barberi de Breccioldi (1780–1843), issue d'une famille aristocratique italienne. Il a deux frères et deux sœurs. Il est le neveu de Joseph-Marie de Gérando.
En 1840, Auguste de Gérando épouse à Paris la comtesse hongroise Emma Teleki (hu) (1809–1893), qui appartient à l'une des plus vieilles familles magyares. Peu après, le couple s'installe en Transylvanie, dans une propriété de la famille Teleki située à Kővárhosszúfalu (aujourd'hui Satulung en Roumanie). Deux enfants naissent de leur union : Antonine (De Gerando Antonina ; 1845–1914), et Émeric Auguste dit « Attila » (1846–1897).
En Hongrie (intégrée à l'époque à l'empire d'Autriche), Auguste de Gérando devient membre étranger de l'Académie hongroise des sciences et prend part à la guerre d'indépendance (1848–1849). Le 28 juin 1849, il est blessé à la bataille de Győr ; réfugié en Allemagne, il meurt à Dresde le 8 décembre de la même année et est inhumé au cimetière catholique de la ville. Auguste de Gérando avait 30 ans.
Jules Michelet prononcera l'éloge funèbre d'Auguste de Gérando dans sa leçon d'ouverture au Collège de France.

## Publications

### Ouvrages
- Essai historique sur l'origine des Hongrois. Imprimeurs-Unis, Paris, 1844. (lire en ligne)
- La Transylvanie et ses habitants (2 volumes). Imprimeurs-Unis, Paris, 1845. (lire en ligne)
- L'Esprit public en Hongrie depuis la révolution française. Imprimeurs-Unis, Paris, 1848. (lire en ligne)

### Articles
- Les Valaques en Transylvanie. Revue Indépendante. 1845. XVIII. 551–572.
- La question des nationalités en Hongrie. La Hongrie en 1848. 5–11.
- De l'organisation de l'armée hongroise. La Hongrie en 1848. 89–96.
- Les Steppes de Hongrie. Le National. (17 juin - 26 août 1849).